# Isola del Piano
Isola del Piano es una localidad y comune italiana de la provincia de Pesaro y Urbino, región de las Marcas, con 553 habitantes.

## Evolución demográfica
| Gráfica de evolución demográfica de Isola del Piano entre 1861 y 2001 |
|                                                                       |
| Fuente ISTAT - elaboración gráfica de Wikipedia                       |